# ND Ilirija 1911
ND Ilirija 1911 – słoweński klub piłkarski, mający siedzibę w stolicy kraju, mieście Lublana.

## Historia
Chronologia nazw:
- 1911: SK Ilirija
- 1913: SK Ilirija – po fuzji z SK Hermes
- 1936: klub rozwiązano – po fuzji z ASK Primorje i utworzeniu SK Ljubljana
- 1950: NK Ilirija

Klub piłkarski SK Ilirija został założony w Lublanie 9 czerwca 1911 roku w pubie Roža na Židovska cesta. 30 lipca 1911 roku zespół rozegrał pierwszy mecz, który zakończył się przegraną 0:18 przeciwko SK Hermes, lokalnemu klubowi studenckiemu, który został założony w 1910 roku. Niedługo po pierwszym meczu klub połączył się z Hermes w 1913 roku. W ciągu pierwszych kilku lat Ilirija nie występowała w Słowenii a grała głównie mecze przeciwko chorwackim klubom w Zagrzebiu, takim jak HAŠK, Građanski i Concordia. Ważnym punktem zwrotnym był mecz towarzyski z czeską drużyną Slavia Praga w Lublanie 5 sierpnia 1913 roku, w którym Ilirija przegrała 0:10. Jednak piłkarze klubu byli pod wrażeniem pokazu profesjonalnej piłki nożnej Slavii tak, że po meczu przekonali zawodnika Slavii Jirkovskiego do pozostania w Lublanie i pracy na stanowisku pierwszego trenera Ilirii. Na początku I wojny światowej Ilirija i Slovan (założony w 1913 i nadal aktywny) były jedynymi dwoma klubami piłkarskimi w Słowenii, a podczas wojny wszystkie rozgrywki piłkarskie zostały zawieszone. W 1919 roku Ilirija rozpoczęła ponownie rozgrywki, a wkrótce potem do rozgrywek przystąpił Slovan. Piłka nożna szybko zyskała na popularności, a kilka innych słoweńskich klubów pojawiło się w tym samym czasie, jak Olimp w Celje, I. SSK Maribor w Mariborze i ASK Primorje w Lublanie. ASK Primorje stała się największym rywalem Ilirii w następnym dziesięcioleciu.
Ilirija stała się wtedy pierwszą regionalną mistrzynią Słowenii (która była w tym czasie częścią Królestwa Jugosławii), wygrywając inauguracyjne mistrzostwa Słowenii w 1920 roku i zdobywając w sumie 12 tytułów Mistrzów Słowenii w latach 1920-1935. W połowie lat 30. XX w. zarówno Ilirija, jak i Primorje napotkały trudności finansowe, które doprowadziły do ich połączenia i utworzenia klubu SK Ljubljana w 1936 roku.
Począwszy od 1923 roku zostały organizowane mistrzostwa Królestwa Serbów, Chorwatów i Słoweńców, następnie od 1929 mistrzostwa Królestwa Jugosławii. Zwycięzca Mistrzostw Związku Piłkarskiego Lublany otrzymywał prawo startować w ogólnokrajowych mistrzostwach Jugosławii. W pierwszej edycji Ilirija przegrała 1:2 w ćwierćfinale z Građanski, w 1924 znów przegrała w ćwierćfinale (1:4) z SAŠK. W 1925 i 1926 ponownie klub nie potrafił przebić się dalej niż ćwierćfinał. W 1927 zmienił się format rozgrywek, i klub po wygraniu barażów z Građanskim zakwalifikował się do ligi finałowej, gdzie zajął ostatnie 6.miejsce. W 1928 i 1929 zwycięzca ASK Primorje reprezentował związek okręgowy Lublana ogólnokrajowych rozgrywkach. Po dwóch latach, w 1930 klub znów przystąpił do mistrzostw Jugosławii, jednak przegrał w eliminacjach. Potem do 1936 roku klub zmagał się tylko w mistrzostwach związku okręgowego Lublana.
Po II wojnie światowej, dzięki pomocy przedwojennych byłych piłkarzy, klub został reaktywowany jako NK Ilirija w 1950 roku. Klub grał na obrzeżach Lublany w Zgornji Šiška, gdzie w 1963 roku zbudował własny nowoczesny stadion. Zespół rywalizował przeważnie w Słoweńskiej Lidze - amatorskiej lidze trzeciego poziomu w SFR Jugosławia. Ich największym sukcesem było stanie się wicemistrzami w sezonie 1971/72. W następnym sezonie był trzecim. W 1986 roku klub został zdegradowany do lokalnej ligi regionalnej, gdzie grał do czasu rozwiązania Jugosławii.
Po uzyskaniu niepodległości Słowenii klub występował przez dwa sezony w nowo organizowanej słoweńskiej drugiej lidze. W sezonie 1992/93 zespół zajął 15.miejsce i spadł do trzeciej ligi. Od tego czasu klub rywalizował w niższych ligach. W sezonie 2012/13 zwyciężył w grupie Lublana 5. ligi, w 2013/14 był drugim w grupie Lublana czwartej ligi, w 2014/15 ponownie był drugim w grupie center 3. SNL. W 2015/16 zwyciężył w grupie center, ale przegrał baraże. Dopiero w sezonie 2016/17 roku po zajęciu drugiego miejsca bez barażów klub powrócił do drugiej ligi.

## Barwy klubowe i strój
| Zielony | Biały |

Klub ma barwy zielono-białe. Przez całą historię piłkarze domowe spotkania zazwyczaj grają w zielonych koszulkach, zielonych spodenkach oraz zielonych getrach. Wcześniej kolory klubowe były czerwono-białe z czerwoną gwiazdą.

## Sukcesy

### Trofea międzynarodowe
Nie uczestniczył w rozgrywkach europejskich (stan na 31-05-2018).

### Trofea krajowe
Słowenia
| \| \| Zdobyte trofea w rozgrywkach Słowenii (stan na: 31-05-1992) \| |                                                             |      |          |
| Rozgrywki                                                            | Osiągnięcie                                                 | Razy | Sezon(y) |
| Mistrzostwo                                                          | I miejsce                                                   | 0    |          |
| Mistrzostwo                                                          | II miejsce                                                  | 0    |          |
| Mistrzostwo                                                          | III miejsce                                                 | 0    |          |
| Mistrzostwo                                                          | 6.miejsce                                                   | 1    | 1927     |
| Puchar                                                               | zdobywca                                                    | 0    |          |
| Puchar                                                               | finalista                                                   | 0    |          |
| Słowenia                                                             | Zdobyte trofea w rozgrywkach Słowenii (stan na: 31-05-1992) |      |          |

- 3. SNL (III poziom):
  - mistrz (1): 2015/16 (grupa center)
  - wicemistrz (2): 2014/15 (grupa center), 2016/17 (grupa center)
- 4. SNL (IV poziom):
  - mistrz (1): 1995/96 (grupa Lublana)
- 5. SNL (V poziom):
  - mistrz (2): 2003/04 (grupa Lublana), 2012/13 (grupa Lublana)

Jugosławia
| \| \| Zdobyte trofea w rozgrywkach Jugosławii (stan na: 31-05-1992) \| |                                                               |      |          |
| Rozgrywki                                                              | Osiągnięcie                                                   | Razy | Sezon(y) |
| Mistrzostwo                                                            | I miejsce                                                     | 0    |          |
| Mistrzostwo                                                            | II miejsce                                                    | 0    |          |
| Mistrzostwo                                                            | III miejsce                                                   | 0    |          |
| Mistrzostwo                                                            | 6.miejsce                                                     | 1    | 1927     |
| Puchar                                                                 | zdobywca                                                      | 0    |          |
| Puchar                                                                 | finalista                                                     | 0    |          |
|                                                                        | Zdobyte trofea w rozgrywkach Jugosławii (stan na: 31-05-1992) |      |          |

- Slovenska republiška nogometna liga:
  - mistrz (12): 1920, 1920/21, 1921/22, 1922/23, 1923/24, 1924/25, 1925/26, 1926/27, 1929/30, 1931/32, 1933/34, 1934/35

## Poszczególne sezony

### Rozgrywki krajowe
| \| \| Bilans występów klubu SK Ilirija w rozgrywkach piłkarskich Jugosławii (Stan na 31 maja 2018 r.) \| |                                                                                                 |        |       |   |   |   |    |    |     |           |        |        |             |
| Poziom                                                                                                   | Rozgrywki                                                                                       | Sezony | Mecze | Z | R | P | B+ | B– | Pkt | Lata      | Awanse | Spadki | Naj.        |
| I | Državno prvenstvo                                                                               | 6      |       |   |   |   |    |    |     | 1923–1930 | 0      | 0      | ćwierćfinał |
| | Bilans występów klubu SK Ilirija w rozgrywkach piłkarskich Jugosławii (Stan na 31 maja 2018 r.) |        |       |   |   |   |    |    |     |           |        |        |             |

| \| Słowenia \| Bilans występów klubu ND Ilirija 1911 w rozgrywkach piłkarskich Słowenii (Stan na 31 maja 2018 r.) \| \| | |        |       |   |   |   |    |    |     |                      |        |        |              |
| Poziom | Rozgrywki                                                                                          | Sezony | Mecze | Z | R | P | B+ | B– | Pkt | Lata                 | Awanse | Spadki | Naj.         |
| II | 2. SNL                                                                                             | 3      |       |   |   |   |    |    |     | 1991–1993, od 2017   | 0      | 1      | 3-(gr.Zahod) |
| III | 3. SNL                                                                                             | ?      |       |   |   |   |    |    |     | 1993–199?, 2015–2017 | 1      | 1      | 1            |
| Słowenia | Bilans występów klubu ND Ilirija 1911 w rozgrywkach piłkarskich Słowenii (Stan na 31 maja 2018 r.) |        |       |   |   |   |    |    |     |                      |        |        |              |

## Struktura klubu

### Stadion
Pierwszym obiektem klubu, użytkowanym przed I wojną światową było boisko w parku Tivoli, po I wojnie światowej do 1933 roku zespół grał na boisku ob Celovški cesti, później aż do fuzji z ASK Primorje w 1936 roku nie posiadał własnego stadionu. Po II wojnie światowej i reaktywacji drużyny klub wybudował swój nowy obiekt, Športni park Ilirija, otwarty w 1963 roku.